# 第13回全国中等学校優勝野球大会
第13回全国中等学校優勝野球大会（だい13かいぜんこくちゅうとうがっこうゆうしょうやきゅうたいかい）は、1927年8月13日から8月20日まで甲子園大運動場で実施された全国中等学校優勝野球大会である。

## 概要
この大会から、ラジオによる野球実況中継放送が始まった（日本初のスポーツ実況中継番組である）。また、主催者が選手に傷害保険をかけることとなった。治療費は1人あたり1,000円であった。1927年の春の優勝校であった和歌山中は主力選手がアメリカ遠征に行っていたが、控え選手だけで夏の大会の予選を制し、全国大会に出場している。
また、ベンチ入りできる人物に関するルールが改正され、監督・コーチが直接指揮を執れるようになった。それまでは一切認められていなかった。

## 代表校
| 地方大会 | 代表校   | 出場回数     |
| -------- | -------- | ------------ |
| 北海道   | 札幌一中 | 初出場       |
| 奥羽     | 青森師範 | 初出場       |
| 東北     | 福岡中   | 初出場       |
| 南関東   | 茨城商   | 初出場       |
| 北関東   | 桐生中   | 初出場       |
| 東京     | 早稲田実 | 6年連続7回目 |
| 甲信越   | 松本商   | 3年ぶり4回目 |
| 北陸     | 敦賀商   | 3年連続3回目 |
| 神静     | 静岡中   | 4年連続4回目 |
| 東海     | 愛知商   | 2年連続2回目 |
| 京津     | 平安中   | 初出場       |

| 地方大会 | 代表校     | 出場回数       |
| -------- | ---------- | -------------- |
| 紀和     | 和歌山中   | 13年連続13回目 |
| 大阪     | 北野中     | 初出場         |
| 兵庫     | 第一神港商 | 4年連続4回目   |
| 山陰     | 鳥取一中   | 2年連続8回目   |
| 山陽     | 広陵中     | 4年ぶり2回目   |
| 四国     | 高松商     | 2年ぶり4回目   |
| 北九州   | 佐賀中     | 3年ぶり4回目   |
| 南九州   | 鹿児島商   | 初出場         |
| 朝鮮     | 京城中     | 2年連続4回目   |
| 満洲     | 大連商     | 5年連続6回目   |
| 台湾     | 台北商     | 2年連続3回目   |

## 試合結果

### 1回戦

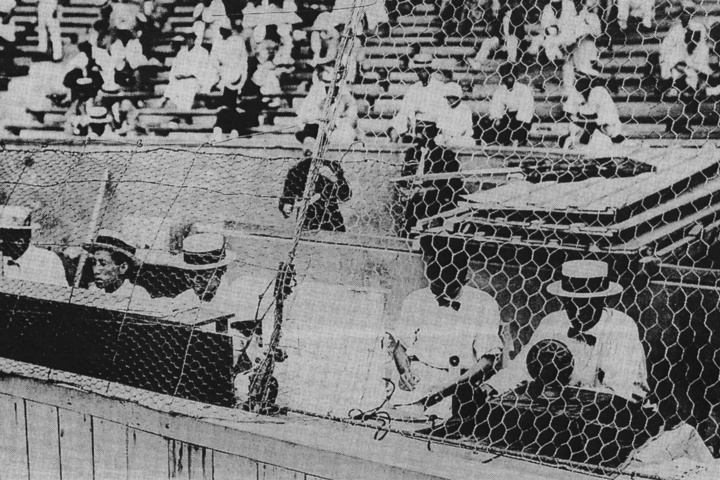
第13回全国中等学校優勝野球大会の中継放送（1927年8月13日）

- 札幌一中 4 - 1 青森師範（延長12回）
- 愛知商 8 - 6 佐賀中
- 北野中 4 - 3 大連商
- 鳥取一中 9 - 1 茨城商
- 鹿児島商 8 - 0 和歌山中
- 高松商 8 - 1 第一神港商

### 2回戦
- 松本商 8 - 1 京城中
- 早稲田実 5 - 4 静岡中
- 平安中 5 - 3 台北商
- 広陵中 8 - 0 敦賀商
- 福岡中 4 - 1 桐生中
- 愛知商 12 - 4 札幌一中
- 高松商 8 - 1 北野中
- 鹿児島商 7 - 3 鳥取一中

### 準々決勝
- 愛知商 8x - 7 早稲田実（延長12回）
- 高松商 1x - 0 福岡中（延長12回）
- 広陵中 8 - 2 鹿児島商
- 松本商 6 - 0 平安中

### 準決勝
- 広陵中 4x - 3 松本商（延長14回）
- 高松商 1 - 0 愛知商

### 決勝
|        | 1 | 2 | 3 | 4 | 5 | 6 | 7 | 8 | 9 | R | H | E |
| ------ | - | - | - | - | - | - | - | - | - | - | - | - |
| 広陵中 | 0 | 0 | 0 | 0 | 0 | 0 | 0 | 0 | 1 | 1 | 6 | 5 |
| 高松商 | 0 | 1 | 0 | 0 | 3 | 0 | 0 | 1 | X | 5 | 5 | 2 |

1. （広）：八十川 - 小川
2. （高）：水原、井川、水原 - 多胡
3. 審判
［球審］梅田
［塁審］加藤・二出川

| 広陵中 | 広陵中 | 広陵中   |
| 打順   | 守備   | 選手     |
| ------ | ------ | -------- |
| 1      | [左]   | 中尾長   |
| 2      | [遊]   | 武智稔   |
| 3      | [一]   | 山城健三 |
| 4      | [三]   | 三浦芳郎 |
| 5      | [中]   | 谷原博   |
| 6      | [捕]   | 小川年安 |
| 7      | [右]   | 大浜静   |
| 8      | [投]   | 八十川胖 |
| 9      | [二]   | 宮本正義 |

| 高松商 | 高松商   | 高松商     |
| 打順   | 守備     | 選手       |
| ------ | -------- | ---------- |
| 1      | [中]     | 堀定一     |
| 2      | [遊]     | 片山義一   |
| 3      | [捕]     | 多胡隆義   |
| 4      | [右]投右 | 井川喜代一 |
| 5      | [投]右投 | 水原茂     |
| 6      | [左]     | 中川忠文   |
| 7      | [一]     | 碣石俊夫   |
| 8      | [二]     | 川津二三男 |
| 9      | [三]     | 柘植利雄   |

## 大会本塁打
1回戦
- 第1号：宮脇環（鳥取一中）
- 第2号：井川喜代一（高松商）

2回戦
- 第3号：佐藤茂美（松本商）
- 第4号：稲田照夫（平安中）
- 第5号：三浦芳郎（広陵中）
- 第6号：中尾長（広陵中）
- 第7号：五十嵐利三（札幌一中）

準々決勝
- 第8号：高谷信一（愛知商）
- 第9号：大矢直三（愛知商）
- 第10号：岩瀬彊四郎（早稲田実）

準決勝
- 第11号：佐藤茂美（松本商）

## 記録
| 記録               | 選手名             | 対戦校          | 補足          |
| ------------------ | ------------------ | --------------- | ------------- |
| ノーヒットノーラン | 八十川胖（広陵中） | 2回戦・対敦賀商 | 大会史上2人目 |

## その他の主な出場選手
- 鈴木銀之助（福岡中）
- 矢島粂安（松本商）
- 小林利蔵（敦賀商）
- 水谷則一（愛知商）
- 小島利男（愛知商）
- 伊藤次郎（平安中）

- 西垣徳雄（第一神港商）
- 倉信雄（第一神港商）
- 島秀之助（第一神港商）
- 岸本正治（第一神港商）
- 浜崎隆（第一神港商）
- 小島多慶男（鳥取一中）